# العلاقات الباهاماسية الهايتية
العلاقات الباهاماسية الهايتية هي العلاقات الثنائية التي تجمع بين باهاماس وهايتي.

## مقارنة بين البلدين
هذه مقارنة عامة ومرجعية للدولتين:
| وجه المقارنة                                              | باهاماس      | هايتي                                |
| --------------------------------------------------------- | ------------ | ------------------------------------ |
| المساحة (كم2)                                             | 13.88 ألف    | 27.75 ألف                            |
| عدد السكان (نسمة)                                         | 395.36 ألف   | 10.98 مليون                          |
| الكثافة السكانية (ن./كم²)                                 | 28.48        | 395.68                               |
| العاصمة                                                   | ناساو        | بورت أو برانس                        |
| اللغة الرسمية                                             | لغة إنجليزية | لغة فرنسية، اللغة الكريولية الهايتية |
| العملة                                                    | دولار بهامي  | جوردة هايتية                         |
| الناتج المحلي الإجمالي (بليون دولار)                      | 12.16 مليار  | 8.41 مليار                           |
| الناتج المحلي الإجمالي (تعادل القوة الشرائية) بليون دولار | 8.92 مليار   | 18.82 مليار                          |
| الناتج المحلي الإجمالي الاسمي للفرد دولار أمريكي          | 22.82 ألف    | 818                                  |
| الناتج المحلي الإجمالي للفرد دولار أمريكي                 |              | 1.73 ألف                             |
| مؤشر التنمية البشرية                                      | 0.790        | 0.483                                |
| رمز المكالمات الدولي                                      | +1242        | +509                                 |
| رمز الإنترنت                                              | .bs          | .ht                                  |
| المنطقة الزمنية                                           | 00           | 00                                   |

## منظمات دولية مشتركة
يشترك البلدان في عضوية مجموعة من المنظمات الدولية، منها:
| علم المنظمة | اسم المنظمة                                                          | تاريخ انضمام باهاماس | تاريخ انضمام هايتي |
| ----------- | -------------------------------------------------------------------- | -------------------- | ------------------ |
|             | الجماعة الكاريبية                                                    | 4 يوليو 1983         | 1 يوليو 2002       |
|             | وكالة ضمان الاستثمار متعدد الأطراف                                   | 4 أكتوبر 1994        | 11 ديسمبر 1996     |
|             | الأمم المتحدة                                                        | 18 سبتمبر 1973       | 24 أكتوبر 1945     |
|             | وكالة حظر الأسلحة النووية في أمريكا اللاتينية ومنطقة البحر الكاريبي ‏ | ?                    | ?                  |
|             | منظمة حظر الأسلحة الكيميائية                                         | ?                    | ?                  |
|             | منظمة الشرطة الجنائية الدولية                                        | ?                    | ?                  |
|             | مؤسسة التنمية الدولية                                                | 23 يونيو 2008        | 13 يونيو 1961      |
|             | يونسكو                                                               | 23 أبريل 1981        | 18 نوفمبر 1946     |
|             | مجموعة دول أفريقيا والكاريبي والمحيط الهادئ                          | ?                    | ?                  |
|             | الاتحاد البريدي العالمي                                              | ?                    | ?                  |
|             | البنك الدولي للإنشاء والتعمير                                        | 21 أغسطس 1973        | 8 سبتمبر 1953      |
|             | بنك التنمية الكاريبي ‏                                                | ?                    | ?                  |
|             | الاتحاد الدولي للاتصالات                                             | 19 أغسطس 1974        | 10 أكتوبر 1927     |
|             | مؤسسة التمويل الدولية                                                | 8 ديسمبر 1986        | 20 يوليو 1956      |
|             | المركز الدولي لتسوية المنازعات الاستشارية                            | 18 نوفمبر 1995       | 26 نوفمبر 2009     |
|             | تحالف الدول الجزرية الصغيرة                                          | ?                    | ?                  |

## وصلات خارجية
- موقع وزارة الخارجية الهايتية